# S 119
S 119 war ein Großes Torpedoboot vom Typ 1898 der deutschen Kaiserlichen Marine. S 119 gehörte mit seinen 1902 bestellten Schwesterbooten S 114, S 115, S 116, S 117 und S 118 zur dritten von Schichau gebauten Serie dieses Typs. Das Boot ging am 17. Oktober 1914 während des Seegefechts vor Texel verloren.

## Baugeschichte und Technik
Der Stapellauf von S 119 erfolgte am 8. Juli 1903, die Indienststellung am 6. September 1903. Das Boot war 63,2 m lang, 7,0 m breit und hatte einen Tiefgang von 2,69 m. Die Maximalverdrängung betrug 415 t. Der Antrieb erfolgte über zwei dreiflügelige Schrauben, welche über zwei Wellen angetrieben wurden. Es hatte drei Schichau-Thornycroft-Wasserrohrkessel, zwei Verbunddampfmaschinen mit dreifacher Dampfdehnung und einer Leistung von 6000 PS, womit das Boot 28 kn erreichen konnte.
Die Bewaffnung von S 119 bestand aus drei 5-cm-Schnelladekanonen L/40 in Einzelaufstellung. Zudem verfügte das Boot über drei ebenfalls einzeln aufgestellte Torpedorohre ⌀ 45 cm.

## Einsatzgeschichte
Die Boote S 114 bis S 119 bildeten unter dem Kommando von Korvettenkapitän Georg Thiele zu Beginn des Ersten Weltkriegs die 7. Torpedoboots-Halbflottille innerhalb der IV. Torpedoboots-Flottille. S 119 fungierte innerhalb der Halbflottille als Führungsschiff.
Am 17. Oktober 1914 verließ die 7. Torpedoboots-Halbflottille Emden unter ihrem Chef, Korvettenkapitän Thiele, auf dem Führerboot S 119 und mit den Booten S 115, S 117 und S 118, um vor der Südküste Englands Minen zu legen. Am frühen Nachmittag des 17. Oktober 1914 stellte der britische Leichte Kreuzer Undaunted auf einer Routinepatrouille mit den zur 3. Flottille gehörenden Zerstörern Lennox, Legion, Loyal und Lance die deutsche Halbflottille vor der niederländischen Insel Texel etwa bei 53° 17′ N, 3° 28′ O.
S 118 wurde zu Beginn der Kampfhandlungen beschädigt und es fiel im Verband zurück. S 119 verringerte daraufhin ebenfalls seine Geschwindigkeit um dem Schwesterschiff beizustehen und ggf. den artilleristisch überlegenen britischen Schiffen noch einen Torpedoangriff entgegenzusetzen. S 119 gelang ein Torpedotreffer beim Zerstörer Lance, welcher aber nicht detonierte. Das Boot wurde dann durch Artilleriefeuer versenkt.